# 나나미 루치아 (피치피치핏치)
나나미 루치아(七海 るちあ) (한국명: 루치아)는 피치피치핏치의 등장인물이자 본 작품의 주인공이다.  애니메이션에서 목소리를 연기한 성우는 일본판은 나카사 아스미이고 한국판은 소연이다.

## 개요
북태평양의 인어나라 공주로 분홍색 진주의 소유자이다.  생일은 7월 3일. 혈액형은 O형. 이미지 색상은 분홍색. 
본래의 모습일 때는 레몬 빛깔의 긴 머리를 두 갈래로 묶었으며 눈동자는 파란색이다. 분홍색 조개의 악세서리를 달고 있다. 인간의 모습일 때는 황토색 단발 트윈테일에 빨간 리본을 달고 있다. 